# Dirk Kuyt
Dirk Kuyt (niederländisch Kuijt; * 22. Juli 1980 in Katwijk) ist ein ehemaliger niederländischer Fußballspieler und heutiger -trainer. Für die niederländische Nationalmannschaft bestritt der Flügelspieler und Stürmer 104 Länderspiele.

## Frühes Leben
Dirk Kuyt wurde als drittes von vier Kindern im Seebad Katwijk aan Zee in der Gemeinde Katwijk in Südholland geboren. Sein 2007 an Kehlkopfkrebs verstorbener Vater Gerrit war Fischer. Falls Kuyt kein Fußballspieler geworden wäre, hätte er den gleichen Berufsweg wie sein Vater eingeschlagen. Er begann mit dem Fußballspielen im Alter von fünf Jahren bei den Quick Boys Katwijk, wo er sämtliche Altersklassen durchlief. 1998 stieg er mit 18 Jahren in die erste Mannschaft auf und kam zu ein paar Einsätzen in der Hoofdklasse, damals die höchste Spielklasse im niederländischen Amateurfußball. Dort überzeugte er durch seine Leistungen und fiel dem Erstligisten FC Utrecht auf, der ihn daraufhin verpflichtete.

## Karriere als Spieler

### Verein
Kuyt begann seine Profikarriere 1998 beim FC Utrecht, für den er bis 2003 in 160 Eredivisie-Spielen 51 Tore schoss und 2003 den niederländischen Pokal gewann. 2003 wechselte er zu Feyenoord Rotterdam, wo ihm 71 Tore in 101 Partien gelangen. In der Saison 2004/05 wurde er mit 29 Treffern Torschützenkönig der niederländischen Liga, belegte mit Feyenoord allerdings nur den vierten Rang in der Ehrendivision. Kuyt verlängerte seinen Vertrag bei Feyenoord bis 2009 und erreichte mit seinem Klub in der folgenden Saison den dritten Platz in der Liga.
Am 18. August 2006 einigten sich sein bisheriger Club und der FC Liverpool auf eine Ablösesumme von 18 Millionen Euro für den Stürmer. Bei seinem neuen Arbeitgeber war Kuyt gleich eine feste Größe und bestritt in seiner ersten Saison 34 Spiele in der Premier League, in denen er zwölf Tore erzielte. Außerdem erreichte er mit Liverpool das Finale der Champions League, das sein Team gegen den AC Milan verlor. Kuyt erzielte mit dem letztlich bedeutungslosen Anschlusstreffer zum 1:2 in der 89. Spielminute in diesem Spiel sein erstes CL-Tor.
In der folgenden Saison spielte er nach der Verpflichtung des Spaniers Fernando Torres zunehmend als Rechtsaußen und kam zu deutlich weniger Toren. In der Premier League traf er lediglich dreimal, darunter zwei Elfmeter im Merseyside Derby gegen den FC Everton. In der Champions League war er erfolgreicher und traf fünfmal in elf Spielen, darunter im Achtelfinale gegen Inter Mailand, im Viertelfinale gegen den FC Arsenal und im Halbfinale gegen den FC Chelsea. Den Finaleinzug aus dem Vorjahr konnte er mit Liverpool allerdings nicht wiederholen, da man im Halbfinale an Chelsea scheiterte.
In der Sommerpause 2012 wechselte Kuyt zu Fenerbahçe Istanbul. Er unterschrieb einen Dreijahresvertrag. Mit dem Vertragsende bei Fenerbahçe wechselte er im Sommer 2015 zu seinem früheren Verein Feyenoord Rotterdam. Nach der Saison 2016/17 beendete er seine Karriere. Er absolvierte in 2018 jedoch noch drei Partien für seinen Jugendklub Quick Boys Katwijk.

### Nationalmannschaft

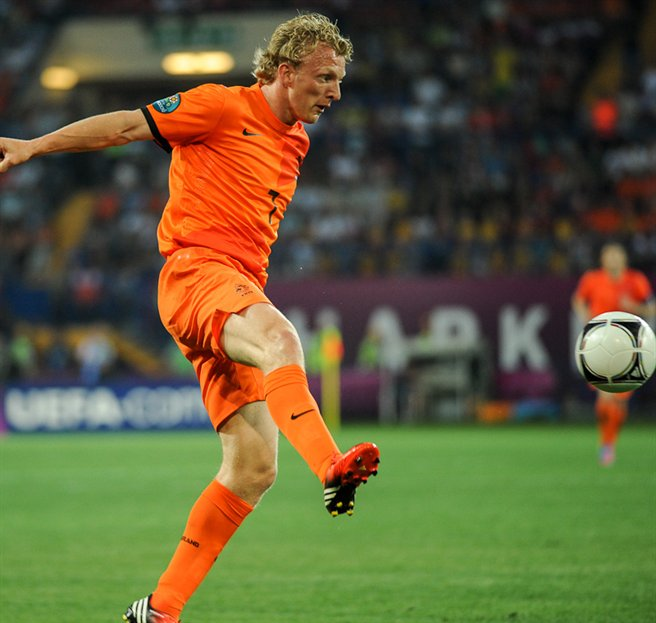
Kuyt beim EM-Spiel gegen Dänemark (2012)

Kuyt gab am 3. September 2004 gegen Liechtenstein (3:0) als Einwechselspieler sein Debüt in der niederländischen Nationalmannschaft. Schnell war er eine feste Größe und bestritt während der Qualifikation zur Weltmeisterschaft 2006 elf der zwölf Qualifikationsspiele für die Elftal.
Mit den Niederlanden nahm er schließlich auch an der WM 2006 in Deutschland teil und schied im Achtelfinale nach einer Niederlage gegen Portugal aus. Kuyt kam dabei in drei Spielen zum Einsatz, blieb aber ohne Torerfolg.
Auch bei der EM 2008 gehörte er zum Kader der Elftal. Hier wurde er in allen vier Spielen eingesetzt und erzielte ein Tor beim 4:1-Sieg über Vize-Weltmeister Frankreich. Die Niederlande schieden allerdings im Viertelfinale gegen Russland aus.
Bei der Fußball-Weltmeisterschaft 2010 in Südafrika stand er ebenfalls in der niederländischen Startelf. Nach drei Siegen in der Gruppenphase konnten die Niederlande auch die Slowakei, Brasilien sowie Uruguay besiegen. Das Team scheiterte erst im Finale an der Mannschaft Spaniens.
Bei der Fußball-Weltmeisterschaft 2014 in Brasilien wurde er erneut für den Kader der Niederlande nominiert. Dabei agierte Kuyt im neuen 5-3-2-System von Bondscoach Louis van Gaal als Außenverteidiger und bestritt im Achtelfinal-Spiel gegen Mexiko (2:1) sein 100. Länderspiel.
Anfang Oktober 2014 gab Kuyt nach 104 Länderspielen und 24 Toren seinen Rücktritt aus der Nationalmannschaft bekannt.

## Karriere als Trainer
Kuyt fungierte in der Spielzeit 2017/18 als Co-Trainer bei seinem Jugendklub Quick Boys Katwijk. Von 2018 bis 2020 war er als Trainer der U19-Mannschaft von Feyenoord Rotterdam tätig. Im Sommer 2022 übernahm er den ADO Den Haag. Dort wurde er am 24. November 2022 entlassen.

## Sonstiges
Kuyts fußballerisches Vorbild ist Ruud Gullit. Er war seit 2003 mit Gertrud, einer ehemaligen Krankenschwester, verheiratet und hat mit ihr vier Kinder (drei Söhne, eine Tochter). 2020 ließen sie sich scheiden.

## Erfolge und Auszeichnungen

### Verein
- FC Utrecht (1998–2003)

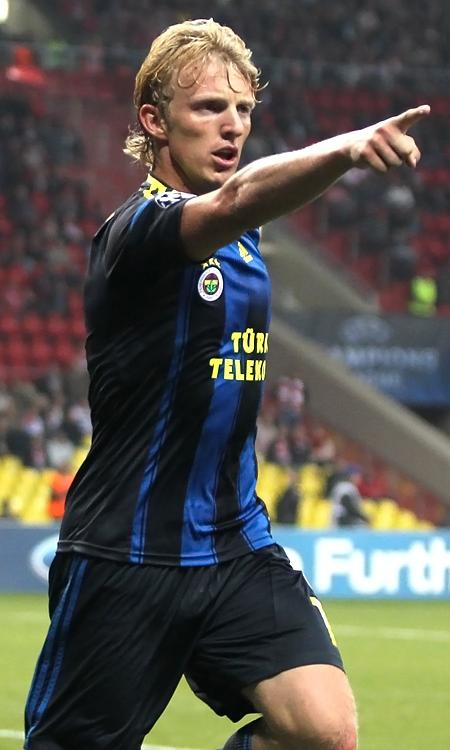
Kuyt bei Fenerbahçe im Jahr 2012

  - Niederländischer Pokal: Finalist 2002, Sieger 2003

- FC Liverpool (2006–2012)
  - UEFA Champions League: Finalist 2007
  - Englische Meisterschaft: Vizemeister 2009
  - Englischer Pokal: Finalist 2012
  - Englischer Ligapokal: Sieger 2012

- Fenerbahçe Istanbul (2012–2015)
  - Türkischer Pokal: Sieger 2013
  - Türkischer Meister: 2014
  - Türkischer Supercup: Sieger 2014

- Feyenoord Rotterdam (seit 2015)
  - Niederländischer Pokal: Sieger 2016
  - Niederländischer Meister: 2017

### Nationalmannschaft
- FIFA-Weltmeisterschaft: Vizemeister 2010
- FIFA-Weltmeisterschaft: Dritter 2014

### Persönliche Ehrungen
- Feyenoord Rotterdam (2003–2006)
  - Torschützenkönig der Eredivisie: 2005 (29 Tore in 34 Ligaspieleinsätzen)
  - Fußballer des Jahres der Niederlande: 2003, 2006

## Saisonstatistik
| Verein          | Liga            | Saison          | Liga   | Liga | Pokal  | Pokal | Ligapokal | Ligapokal | Europapokal | Europapokal | Andere | Andere | Gesamt | Gesamt |
| Verein          | Liga            | Saison          | Spiele | Tore | Spiele | Tore  | Spiele    | Tore      | Spiele      | Tore        | Spiele | Tore   | Spiele | Tore   |
| --------------- | --------------- | --------------- | ------ | ---- | ------ | ----- | --------- | --------- | ----------- | ----------- | ------ | ------ | ------ | ------ |
| FC Utrecht      | Eredivisie      | 1998/99         | 28     | 5    | 2      | 1     | -         | -         | -           | -           | -      | -      | 30     | 6      |
| FC Utrecht      | Eredivisie      | 1999/00         | 32     | 6    | 4      | 4     | -         | -         | -           | -           | -      | -      | 36     | 10     |
| FC Utrecht      | Eredivisie      | 2000/01         | 32     | 13   | 5      | 3     | -         | -         | -           | -           | -      | -      | 37     | 16     |
| FC Utrecht      | Eredivisie      | 2001/02         | 34     | 7    | 3      | 3     | -         | -         | 4           | 1           | -      | -      | 41     | 11     |
| FC Utrecht      | Eredivisie      | 2002/03         | 34     | 20   | 4      | 2     | -         | -         | 2           | 1           | -      | -      | 40     | 23     |
| Gesamt          | Gesamt          | Gesamt          | 160    | 51   | 18     | 13    | -         | -         | 6           | 2           | -      | -      | 184    | 66     |
| Feyenoord       | Eredivisie      | 2003/04         | 34     | 20   | 2      | 1     | -         | -         | 4           | 1           | -      | -      | 40     | 22     |
| Feyenoord       | Eredivisie      | 2004/05         | 34     | 29   | 3      | 4     | -         | -         | 7           | 3           | -      | -      | 44     | 36     |
| Feyenoord       | Eredivisie      | 2005/06         | 33     | 22   | 1      | 0     | -         | -         | 2           | 1           | 2      | 2      | 38     | 25     |
| Gesamt          | Gesamt          | Gesamt          | 101    | 71   | 6      | 5     | -         | -         | 13          | 5           | 2      | 2      | 122    | 83     |
| FC Liverpool    | Premier League  | 2006/07         | 34     | 12   | 1      | 1     | 2         | 0         | 11          | 1           | -      | -      | 48     | 14     |
| FC Liverpool    | Premier League  | 2007/08         | 32     | 3    | 4      | 1     | -         | -         | 12          | 7           | -      | -      | 48     | 11     |
| FC Liverpool    | Premier League  | 2008/09         | 38     | 12   | 2      | 0     | -         | -         | 11          | 3           | -      | -      | 51     | 15     |
| FC Liverpool    | Premier League  | 2009/10         | 37     | 9    | 2      | 0     | 1         | 0         | 13          | 2           | -      | -      | 53     | 11     |
| FC Liverpool    | Premier League  | 2010/11         | 33     | 13   | 1      | 0     | -         | -         | 7           | 2           | -      | -      | 41     | 15     |
| FC Liverpool    | Premier League  | 2011/12         | 34     | 2    | 6      | 1     | 5         | 2         | -           | -           | -      | -      | 45     | 5      |
| Gesamt          | Gesamt          | Gesamt          | 208    | 51   | 16     | 3     | 8         | 2         | 54          | 15          | -      | -      | 286    | 71     |
| Fenerbahçe      | Süper Lig       | 2012/13         | 31     | 8    | 7      | 1     | -         | -         | 17          | 7           | 1      | 1      | 56     | 17     |
| Fenerbahçe      | Süper Lig       | 2013/14         | 32     | 10   | -      | -     | -         | -         | 4           | 0           | 1      | 0      | 37     | 10     |
| Fenerbahçe      | Süper Lig       | 2014/15         | 32     | 8    | 4      | 2     | -         | -         | -           | -           | 1      | 0      | 37     | 10     |
| Gesamt          | Gesamt          | Gesamt          | 95     | 26   | 11     | 3     | -         | -         | 21          | 7           | 3      | 1      | 130    | 37     |
| Feyenoord       | Eredivisie      | 2015/16         | 32     | 19   | 6      | 4     | -         | -         | -           | -           | -      | -      | 38     | 23     |
| Feyenoord       | Eredivisie      | 2016/17         | 31     | 12   | 2      | 3     | -         | -         | 5           | 0           | 1      | 0      | 39     | 15     |
| Gesamt          | Gesamt          | Gesamt          | 63     | 31   | 8      | 7     | -         | -         | 5           | 0           | 1      | 0      | 77     | 38     |
| Karriere Gesamt | Karriere Gesamt | Karriere Gesamt | 627    | 230  | 59     | 31    | 8         | 2         | 99          | 29          | 6      | 3      | 799    | 295    |

Quelle: footballdatabase.eu, transfermarkt.de (Stand: 15. Mai 2017)